# Municipio de Siloam Springs
El municipio de Siloam Springs (en inglés: Siloam Springs Township) es un municipio ubicado en el condado de Howell en el estado estadounidense de Misuri. En el año 2010 tenía una población de 757 habitantes y una densidad poblacional de 5,74 personas por km².

## Geografía
El municipio de Siloam Springs se encuentra ubicado en las coordenadas 36°49′15″N 92°2′46″O / 36.82083, -92.04611. Según la Oficina del Censo de los Estados Unidos, el municipio tiene una superficie total de 132 km², de la cual 131,91 km² corresponden a tierra firme y (0,06 %) 0,09 km² es agua.

## Demografía
Según el censo de 2010, había 757 personas residiendo en el municipio de Siloam Springs. La densidad de población era de 5,74 hab./km². De los 757 habitantes, el municipio de Siloam Springs estaba compuesto por el 96,96 % blancos, el 0,79 % eran amerindios, el 0,13 % eran asiáticos, el 0,92 % eran de otras razas y el 1,19 % eran de una mezcla de razas. Del total de la población el 1,45 % eran hispanos o latinos de cualquier raza.